# Peter Whitehead (regista)
(Peter Whitehead)
Peter Lorrimer Whitehead o, più semplicemente, Peter Whitehead (Liverpool, 8 gennaio 1937 – Londra, 10 giugno 2019) è stato un regista britannico.

## Biografia
Peter Lorrimer Whitehead è conosciuto per aver documentato la controcultura a Londra e a New York alla fine degli anni '60. È anche conosciuto per essere stato  il regista di video promozionali (i precursori dei moderni video musicali), come Interstellar Overdrive dei Pink Floyd e molti altri dei Rolling Stones.

## Film
- The Perception of Life (1964)
- Wholly Communion (1965)
- Charlie Is My Darling (1966)
- London '66-'67 (1967)
- Tonite Let's All Make Love in London (1967)
- Benefit of the Doubt (1967)
- The Fall (1969)
- Tell Me Lies (1969)
- Daddy (1973)
- Fire in the Water (1977)

## Video musicali
- 1966
  - Have You Seen Your Mother, Baby, Standing in the Shadow? - versione studio (The Rolling Stones)
  - Have you seen your mother, baby, standing in the shadow? - versione live (The Rolling Stones)
  - Lady Jane (The Rolling Stones)
  - Let's Spend the Night Together (The Rolling Stones)
- 1967
  - We Love You (The Rolling Stones)
  - Dandelion (The Rolling Stones)
  - Ruby Tuesday (The Rolling Stones)
  - Interstellar Overdrive (Pink Floyd)